# جلاجل (تبن)

تعديل مصدري - تعديل

جلاجل هي إحدى قرى عزلة الحوطة بمديرية تبن التابعة لمحافظة لحج، بلغ تعداد سكانها 423 نسمة حسب تعداد اليمن لعام 2004.